# بوشتكوه (بندر عباس)
بوشتكوه (بندر عباس) هي قرية في
```
قسم جلابي الریفی
، ناحیه 
تخت
 
، مقاطعة بندر عباس
 ، 
محافظة هرمزكان
 ، 
إيران
 .
```

## سكان
وبحسب التعداد العام للسكان والمساكن عام 2015 ، بلغ عدد سكان هذه القرية 566 نسمة ( 167 أسرة).